# Великое княжество Тверское
Тверско́е кня́жество — удельное (позже — великое) княжество Северо-Восточной Руси со столицей в Твери. Существовало с 1247 по 1485 год.

## Территория
Княжество находилось на волжском торговом пути, связывающем Каспий с Балтикой. Примечательно, что в начале XI века муромский князь Глеб Владимирович, спеша к своему больному отцу в Киев, в 1015 году, предпочёл путь не прямой (через земли свободолюбивых вятичей), а окольный, но пролегающий по людной местности — вверх по реке Волге до реки Тьмы и оттуда на юг через Смоленск.
С севера к княжеству примыкали земли Великого Новгорода с городом Торжок и Бежецкая пятина, которые не раз захватывались тверичами; с запада — Смоленское княжество (город Ржев принадлежал Твери недолго); с юга и востока — владения Переяславля, Москвы и Ростова. Приблизительно Тверское княжество занимало площадь в 300 вёрст длиной и от 60 до 100 вёрст шириной, всего около 25 тысяч кв. вёрст.
Кроме Твери, в пределах княжества было много городов; из них более значительные, имевшие своих удельных князей, — Кашин, Микулин, Зубцов, Кснятин, Телятьев городок, Холм, Клин, Чернятин и Белый Городок. Кашин был самым сильным уделом, иногда спорившим из-за первенства с самою Тверью; князья Холмские и Микулинские также имели значение, но далеко не такое, как Кашинские, вследствие чего наравне с остальными носили название «меньшая, молодшая братия».

## История

### Обособление и возвышение княжества
В XII и в начале XIII века Тверь (первое упоминание под 1135 годом) входила в состав Переяславль-Залесского княжества. Предположительно, обособление княжества произошло после убийства в Орде великого князя Ярослава Всеволодовича (1246), когда его преемник великий князь Святослав Всеволодович передал Тверь сыну покойного Ярославу Ярославичу (1230—1272).

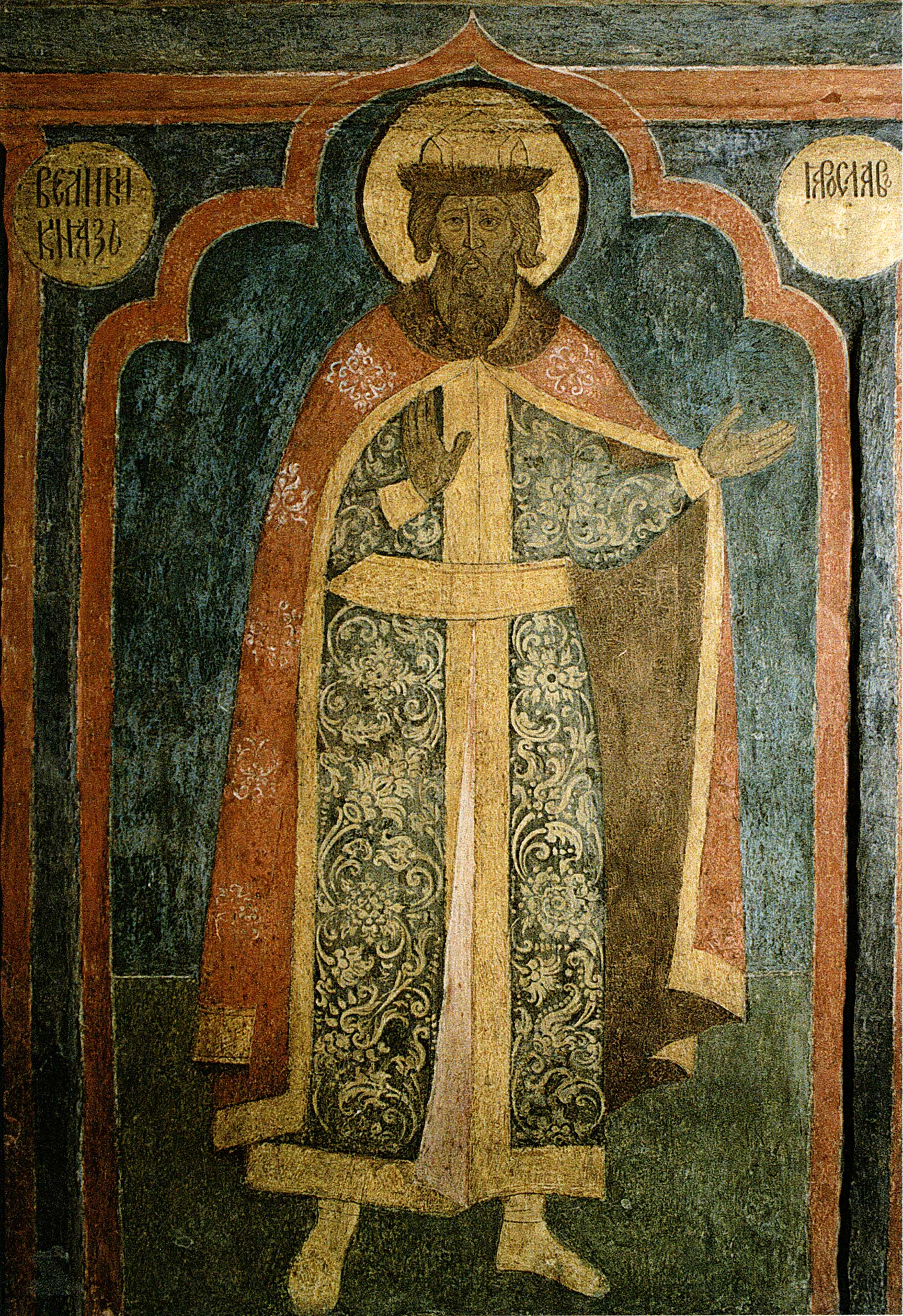
Ярослав Ярославич, 1 князь тверской, фреска Арахангельского собора 1652—1666 гг

Ярослав Тверской принял активное участие в борьбе своих старших братьев за владимирский престол, Александра Невского и Андрея Суздальского, окончившейся неудачею последнего, союзника Ярослава, что особенно тяжело отозвалось на семье Ярослава: при взятии татарами (союзниками Александра) г. Переяславля была убита его жена, а сыновья взяты в плен. Затем Ярослав некоторое время княжил в Пскове (1254) и Новгороде (1255). После смерти Александра Невского он является соперником брата своего Андрея, едет в Орду, где и получает ярлык на великое княжение (1263). В качестве великого князя Владимирского он именуется отечественной историографией как Ярослав Ярославич. Ярослав Ярославич продолжает политику Александра Невского в отношении Ливонского Ордена, послав войска на помощь Новгороду, что привело к Раковорской битве и дальнейшему фактическому замирению с ним на 30 лет. Он вёл с переменным успехом борьбу с новгородцами из-за княжения в Великом Новгороде: в 1270 году новгородцы приняли Ярослава, но выговорили, чтобы он правил ими «на всей воле их». Являлся первым Великим князем, управлявшим великим княжением из своего удела.
Одновременно с учреждением Тверского княжества в Твери была основана вторая, наряду с Ростовской, епископская кафедра Суздальской Руси. При сыне Ярослава Святославе (1271—1282 или 1286, точно неизвестно) Тверское княжество пользовалось спокойствием и мало участвовало в княжеских междоусобицах. После смерти Святослава (1282 или 1286 год) княжил его брат Михаил (по 1318 год).
Вначале Михаил с успехом отражал набеги литовцев. Затем, не желая подчиняться великому князю Дмитрию Александровичу, он отбил опустошительный набег последнего в союзе с татарами. В 1293 году в Тверь из Орды приходил татарский царевич Тахтамер, который «многу тяготу учинил людям». В том же году Михаил стал союзником ростовско-ярославских князей, на которых опирался Андрей Александрович в своей борьбе против старшего брата Дмитрия. Затем Михаил Ярославич в союзе с Москвой и Переяславлем противостоял Андрею. Вследствие женитьбы Михаила на дочери ростовского князя Дмитрия, Анне (впоследствии св. Анны Кашинской), Кашинский удел был присоединён к Твери.
В 1295 году Тверью с Новгородом был заключён оборонительный союз «или от татарина, или от кого-нибудь другого» — это было первой попыткой русского князя дать отпор татарам.

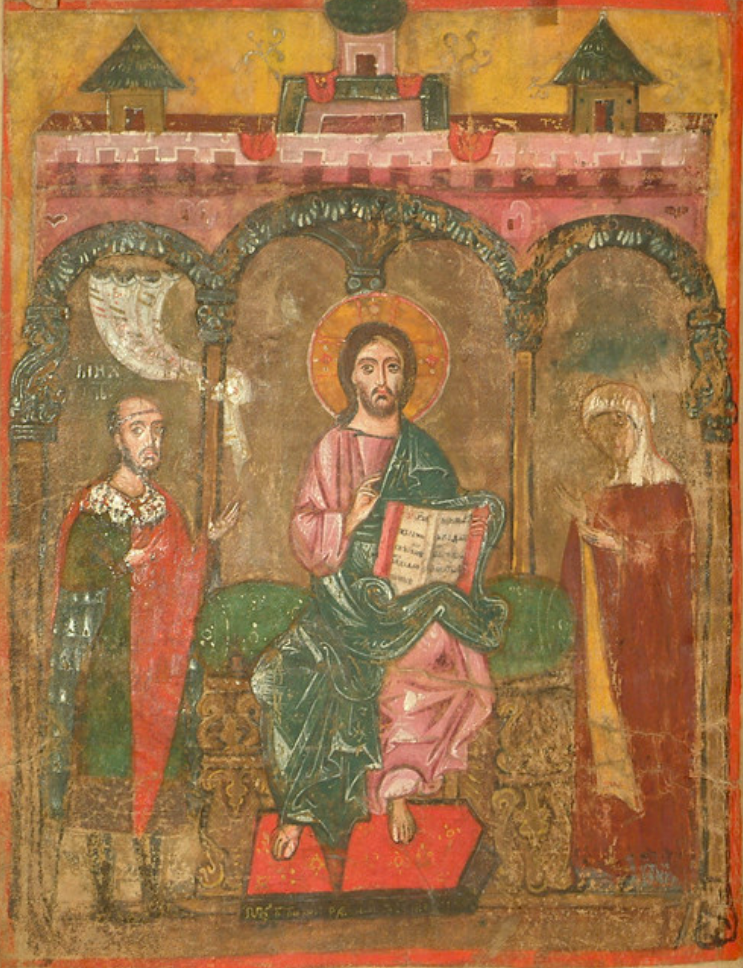
Ктиторский портрет Михаила Ярославича и его матери Ксении, Троицкий лицевой список Хроники Георгия Амартола

### Борьба с Москвой
После смерти великого князя Андрея Александровича (1304) развернулась борьба между Михаилом Ярославичем Тверским, получившим ярлык на великое княжение владимирское, и Юрием Даниловичем Московским. Борьба происходила за уделы (Переславль-Залесский 1305, Кострома 1305, 1317, Городец и Нижний Новгород 1311—1312), за влияние в Новгороде (Михаил организовывал продовольственную блокаду в Торжке в 1312, а также предпринял безрезультатный поход на сам Новгород в 1314), за союз с церковью (по смерти митрополита Максима в 1305 году митрополитом стал галицкий иерарх Пётр, а не тверской — Геронтий). Михаил дважды ходил на Москву (1305 и 1308), но не смог её взять. Единожды тверичи разбили москвичей и татар (1317, Бортеневская битва) и единожды стояли с ними по двум берегам Волги (под Костромой, 1317). Единожды тверичи разбили новгородцев (под Торжком, 1314) и дважды стояли с ними по двум берегам Волги (под Тверью, 1314, 1317). В 1318 году, воспользовавшись смертью в тверском плену своей жены Агафьи (Кончаки), сестры хана Узбека, Юрий Даниилович явился к хану в орду и обвинил Михаила в её смерти. Вызванный в орду Михаил после мучительных пыток был убит людьми Юрия Данииловича и татарами. Мёртвое тело князя Михаила стало предметом политического торга со стороны Юрия и было выдано для захоронения родственникам лишь через год, когда наследники покойного пошли на уступки.
В 1319 году земли Тверского княжества по завещанию Михаила были разделены между его четырьмя сыновьями. В Твери сел старший сын, Дмитрий Грозные Очи, Александр стал князем Холмским и Микулинским, Константин — князем Клинским («Дорогобужским»), а младший сын Василий получил Кашин.
Когда Юрий Данилович Московский стал великим князем (1319), он собрал с Тверского княжества дань для хана (2000 гривен), но не отправил её в Орду. Сын Михаила, Дмитрий Грозные Очи, обратился к хану с жалобой на Юрия в утаивании дани и получил ярлык (1322). Спустя 3 года убил Юрия перед ханом, за что спустя год сам был казнен в Орде (1326), а великое княжение владимирское передано его брату Александру Михайловичу, который тогда же заключил договор с Новгородом.

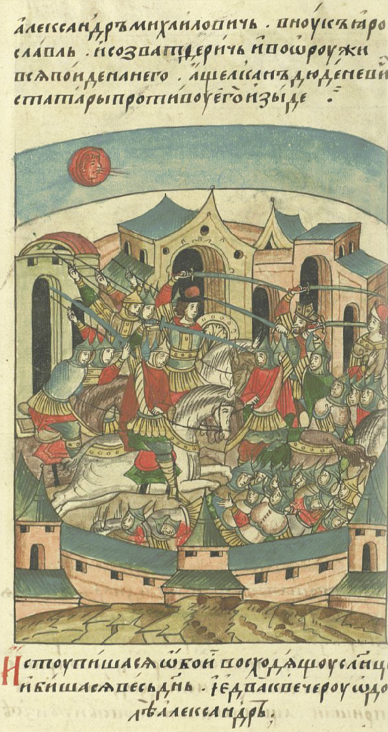
Сражение Александра Тверского и Щелкана

### Тверское восстание
Спустя два года в Твери вспыхнуло восстание против находившегося там двоюродного брата хана Узбека, Чолхана. Его люди были перебиты, а сам он был сожжён в княжеском дворце, который захватил. События 1327 года нашли отражение в Тверском сборнике, Рогожском летописце, а также в устном народном творчестве («Песня о Щелкане Дудентьевиче»). Последовал карательный поход 50-тысячного ордынского войска при поддержке московских и суздальских отрядов. Тверь была разгромлена, Александр Михайлович бежал во Псков и был принят там на княжение (c 1327 по 1337 г.), во Владимире вокняжился Александр Васильевич Суздальский, в Новгороде — Иван Данилович Московский (также в 1328 г. получивший ярлык на великое княжение), а в Твери — Константин Михайлович, женатый на дочери Юрия Московского Софье.
Позже, когда Александр вернулся в Тверь (в 1337 г. Константин мирно уступил престол старшему брату и удалился в свой Клин), он был оклеветан Иваном Калитой и погиб в Орде вместе с сыном Фёдором (1339), Константин снова стал тверским князем, где правил до своей смерти в 1345 г. При нём в Москву был вывезен колокол с тверского Спасо-Преображенского собора, а Александровичи получили отцовский удел в западной части княжества: Всеволод — Холм, Михаил — Микулин, младшие их братья, Владимир и Андрей, получили впоследствии Зубцовскую волость (до 1366 г.).

### Возникновение великого княжества
По известию Рогожского летописца, в 1339 году из Орды вернулся великий князь Александр Михайлович. Однако, согласно исследованию Э. Клюга, это упоминание тверского князя в качестве великого может быть более поздним, как подобные упоминания Святослава Ярославича и Михаила Ярославича. В московско-тверских договорах конца XIV—XV веков Александр Михайлович упоминается как великий князь, его преемники Константин и Василий как просто князья и далее начиная с Михаила Александровича (все потомки Александра Михайловича) как великие князья, хотя в местном документе (привилегии Отрочу монастырю, данной между 1363 и 1365 годами) Василий Михайлович назван великим князем.
По договору 1375 года Михаил Александрович признал себя младшим братом московского князя, но по договору 1399 года — просто братом. Изменение произошло в связи с событиями 1382 года, когда Тверское княжество получило независимость от великого княжества Владимирского, слившегося с Московским княжеством, и тверские князья получили право на самостоятельные отношения с Ордой. В частности, все великие князья самостоятельно собирали дань для хана (эпизод с утаиванием тверской дани московским и великим владимирским князем Юрием Даниловичем при тверском князе Дмитрии Михайловиче свидетельствует о другом характере отношений между Тверью и Ордой по крайней мере в 1319—1322 годах, чем в конце XIV века).

### Междоусобицы

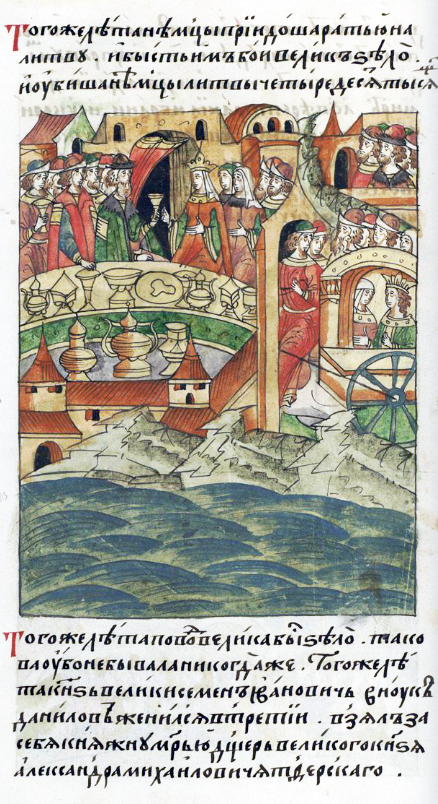
Женитьба Симеона Гордого на Марии Александровне

В 1339 году Александр Михайлович Тверской вместе со старшим сыном Федором были казнены в Орде по приказу хана Узбека. Власть перешла к брату Александра Константину Михайловичу, который стал ссориться с оставшейся семьёй покойного Александра — его вдовой Анастасией и вторым сыном Всеволодом, — и принялся теснить доставшийся Всеволоду Холмский удел, силой захватывая бояр и княжеских слуг. К 1345 конфликт обострился настолько, что Всеволод бежал в Москву, а затем и он, и его дядя поехали в Орду, где Константин умер до ханского суда. Клинские владения Константина достались его сыновьям, Еремею (ум. 1372) и Семёну (ум. 1364).
Тверское княжение по старому порядку наследования должно было достаться младшему из Михайловичей, Василию Кашинскому; но для получения ярлыка были нужны большие деньги — и Василий, воспользовавшись тем, что Всеволод ещё не вернулся из Орды, самовольно «собрал дань» с Холмского княжества и поехал с ней также к хану. Однако Всеволод тем временем выхлопотал себе ярлык на великое княжение Тверское. Узнав о самоуправстве дяди, он выехал из Орды с ярлыком и ханским послом и, встретив в Бездеже Василия, отнял у того собранную дань. Симеон Гордый, в 1346 году женившийся на старшей дочери недавно казненного в Орде Александра Михайловича Тверского, Марии, поддержал в этом конфликте своего шурина Всеволода, и тот в 1347 году был утверждён ханом на тверском княжении.
Вражда между дядей и племянником привела к бегству людей из Тверского княжества, поэтому тверской владыка Феодор приложил большие усилия для их примирения. Вскоре, в 1348 году, Всеволод уступил Василию тверское княжение, а сам довольствовался своим прежним Холмским уделом.
Утвердившись в Твери, Василий Михайлович передал Кашин своему старшему сыну, Василию (правил в 1348—1362 гг.). Через год, в 1349, второй сын Василия Михайловича, Михаил женился на дочери Семёна Гордого Василисе. И в этом же или следующем году Ольгерд Гедиминович женился на второй дочери покойного Александра Михайловича Тверского, Ульяне, став таким образом зятем для её братьев — Всеволода и Михаила, будущего князя тверского.
Вскоре возник новый конфликт — в 1351 году Орда окончательно признала тверское княжение за Василием, и тот решил сократить удел своего племянника Всеволода. В 1356 году Василий и Всеволод обратились к суду московского князя Иван II Ивановича Красного и митрополита Алексия. В следующем году в Орде ханом стал Бердибек. Вместе с другими русскими князьями к новому хану за ярлыками отправились и Василий Михайлович, и Всеволод Александрович. Однако они поехали разными дорогами; Василий Тверской и Иван Московский прибыли в Орду первыми и успели настроить хана против Всеволода. В итоге Бердибек даже не стал слушать Всеволода, а велел схватить его и выдать дяде. Дружина Василия заняла удел Всеволода, и власть там перешла к наместникам тверского князя. В 1358 году Всеволод убежал в Литву. В 1359 году Всеволод Александрович вернулся в Тверь и заключил почётный мир с дядей.
Усобица завершилась тем, что в 1357 году Алексий мирил их во Владимире. Формально великому князю и митрополиту удалось помирить родственников, но вражда между ними осталась; в 1358 году Всеволод бежал в Литву и вернулся с литовско-русским митрополитом Романом.
Уже в 1362 году, ещё при жизни Всеволода Александровича, Василий Михайлович Тверской осаждал в Микулине брата Всеволода, Михаила. В том же 1362 году умер старший сын тверского князя, Василий Васильевич Кашинский, и Кашинское княжество унаследовал его брат Михаил (ум. 1373 г.). В 1364 году от чумы умерли Всеволод Александрович Холмский и Семён Константинович Клинский («Дорогобужский»), завещавший свой удел Белый Городок Михаилу Александровичу (тогда князю Микулинскому, и в будущем — Тверскому), что вызвало недовольство Еремея Константиновича, а также Василия Михайловича Тверского. Митрополит Алексий поручил разобрать дело тверскому владыке Василию, и тот решил дело в пользу Михаила Микулинского, за что был вызван в Москву и претерпел там протор велик. Василий и Еремей повели наступление на Микулин, но Михаил вернулся от своего зятя Ольгерда с литовской помощью, захватил в Твери жён Василия Михайловича и Еремея Константиновича, многих из их бояр, подошёл к Кашину. Затем Михаил был вызван в Москву и схвачен там, но отпущен при появлении в Москве ордынских послов. В 1368 году умер Василий Михайлович, и Михаил Александрович по праву старшинства стал тверским князем не только фактически, но и юридически, что сразу же вызвало новый конфликт с Москвой. Холмским же княжеством с 1364 г. владели племянники Михаила, братья Всеволодовичи, Юрий (ум. 1408) и Иван (ум. 1402).
В 1368 и 1370 годах Дмитрий Московский дважды посылал рать на Тверь, и дважды это приводило к осаде Москвы литовцами. Затем Михаил получил ярлык на великое княжение в Орде (1371), но Дмитрий не подчинился и вновь выступил против него. Ольгерд вновь вторгся в Московское княжество, но потерял сторожевой полк и заключил мир с Дмитрием, а Владимир Андреевич Серпуховской женился на Елене Ольгердовне (1372). В 1372 г. умер Еремей Константинович Клинский («Дорогобужский»), оставив свою часть княжества сыновьям Дмитрию (ум. 1407) и Ивану (ум. 1406). В 1373 г. умершему в Кашине Михаилу Васильевичу наследовал его сын Василий. В 1374 году в Тверь перебежали недовольные политикой Дмитрия московские бояре, Михаил Александрович вновь получил ярлык и попытался утвердить свою власть в Торжке и Угличе, но Тверь была осаждена огромным войском Дмитрия Московского и его союзников, в число которых вошли и ранее зависимые от Литвы смоленский и брянский князья. Михаил вынужден был признать себя «младшим братом» Дмитрия и оформить с ним антиордынский союз (1375). В битве на Куликовом поле (1380) участвовали дружины кашинского и холмского князей.
В 1382 году после смерти князя Василия Михайловича Кашин был снова присоединён к Твери, и Михаил получил от хана Тохтамыша ярлык на великое княжество Тверское. Одновременно великое княжество Владимирское, от которого Тверь таким образом добилась независимости, стало окончательной собственностью московских князей. В Кашине сел сначала сын тверского князя, Александр «Ордынец». В 1389 г. он погиб в бою, сражаясь в составе ордынских войск. С 1389 по 1395 г. в Кашине сидел другой сын Михаила Тверского, Борис. А после его смерти в Кашине одновременно были посажены Василий Михайлович (брат Бориса) и Иван (сын Бориса). Последние годы княжения Михаила были мирны, и княжество сильно поднялось экономически.

### XV век

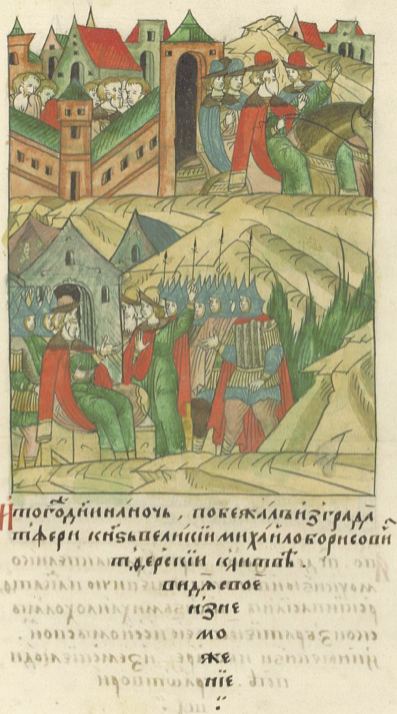
Бегство Михаила Борисовича Тверского в Литву после взятия Твери

Великий князь Тверской Михаил Александрович скончался в 1399 году в возрасте 66 лет. Михаил завещал великое княжение не только сыну Ивану (1399—1425), но и его детям Александру и Ивану, тем самым отказавшись от старого порядка наследования. Младший сын Михаила, Фёдор, получил в удел Микулин. В 1402 г. Иван Всеволодович Холмский умер, завещав перед тем свою половину княжества Твери. Половину Холмского княжества, а также Старицу в удел получил сын тверского князя, Александр Иванович. Иван Михайлович проводил последовательную политику централизации в Тверском княжестве. Москва, занятая борьбой с Литвой и татарами, не вмешивалась в тверские дела. Иван Михайлович отвечал тем же: в 1408 году во время нашествия Едигея он не подчинился его приказу «быть на Москву» с артиллерией.
Тверской край за этот период посетило много бедствий: в 1413 году выгорела Тверь, в 1417, 1422 и 1423 годах был голод.

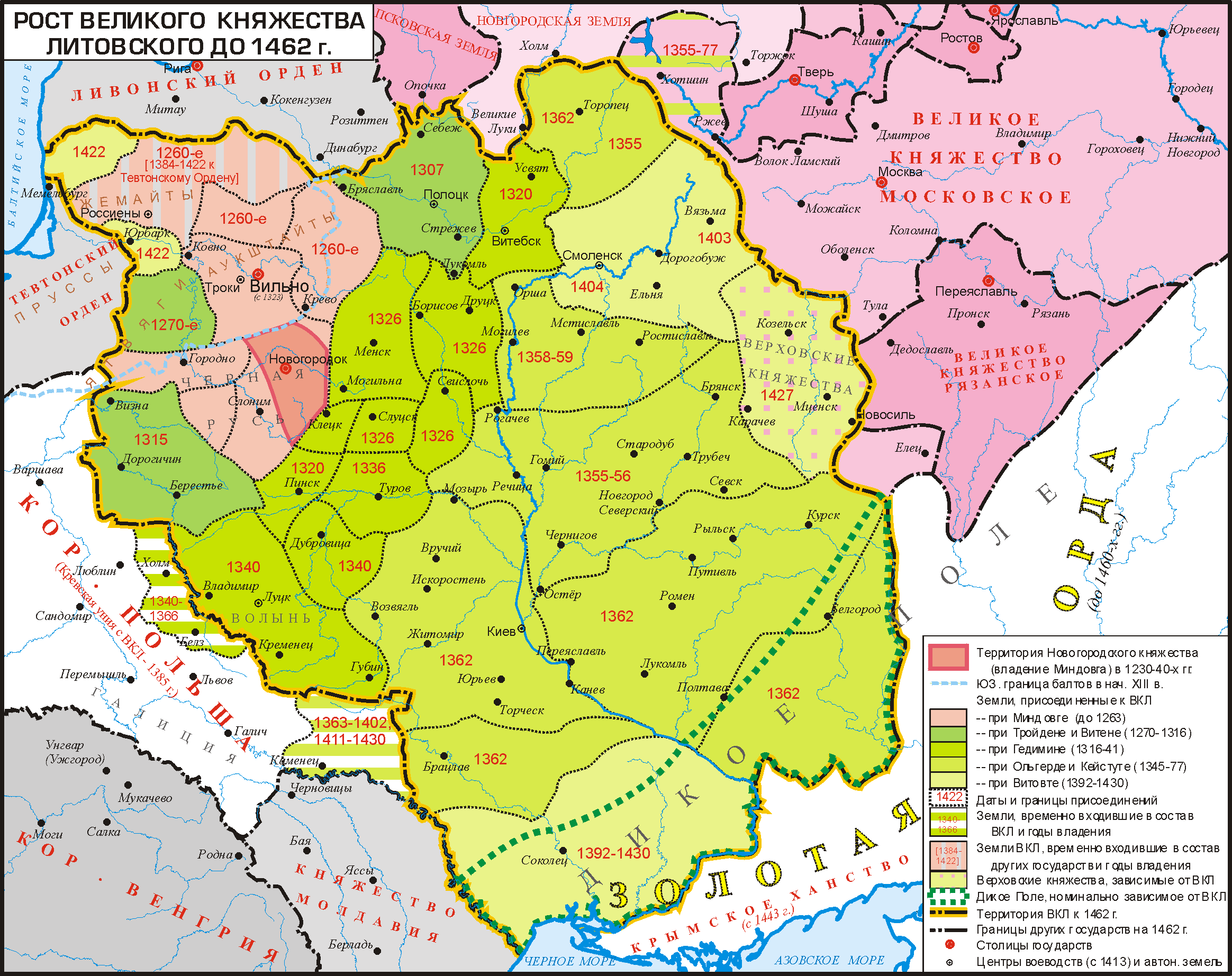
Тверское княжество в XV веке (справа вверху).

Ивану наследовал его сын Александр, скоро умерший от «мора»; та же участь постигла и старшего его сына, Юрия. Тверской великокняжеский стол занял брат Юрия, Борис Александрович (1425—1461). Благодаря союзу с литовским князем Витовтом и с Москвой он поднял значение Твери до прежнего уровня, так что после его смерти никто не дерзнул оспаривать право на княжение у его 8-летнего сына Михаила Борисовича (1461—1485).
Михаил не раз помогал московскому князю Ивану III в его борьбе с Новгородом (в 1471 и 1477 годах) и против татар (1480). Это не помешало Ивану, окончательно покорившему Новгород и Ярославское княжество, нанести удар по самостоятельности своего союзника, причём он воспользовался недовольством тверских удельных князей и бояр и переманил их на свою сторону. Михаил заключил союз с польским королём Казимиром; это привело к открытому разрыву между Москвою и Тверью, Тверь была взята войсками Ивана (12 сентября 1485 года); Михаил бежал в Литву, и Тверское княжество утратило свою самостоятельность. Иван отдал Тверское княжество в удел своему сыну (и внуку Бориса Александровича Тверского по матери) Ивану Ивановичу (1485—1490), а в 1490—1504 — Василию (будущему великому князю Василию III). В 1504 году Иван III разделил тверскую землю между несколькими наследниками, в результате чего было окончательно разрушено её территориальное единство.
При Иване IV Грозном в селе Кушалино проживал и носил титул великого князя Тверского, в реальности подчиняясь московскому царю, крещёный касимовский хан Симеон Бекбулатович; этот титул он сохранял до 1585 года.

## Население
Тверское княжество было довольно густо заселено: во времена своего могущества оно (по свидетельству иностранцев) могло выставить до 40 тыс. дворян, а простолюдинов вдвое и втрое более, следовательно, всего до 160 тысяч человек; отсюда можно заключить, что общее число жителей княжества равнялось 700—800 тысяч, или около 26 жителей на 1 кв. км.

## Экономика
Тверское княжество было краем, где процветали ремесла и торговля; г. Тверь был меновым центром для товаров, шедших с запада и востока; в «песне о Щелкани» (XIV век) Тверь называется «богатою». Тверской купец Афанасий Никитин в XV веке ездил по торговым делам в Индию. Большим влиянием пользовалось духовенство.

## Управление
Князь заведовал управлением, судом, военными делами и финансами (чеканили монеты: серебряные — «гривны» и медные — «пулы»). Княжеская дружина разделялась на старшую (бояре) и младшую (слуги и дворяне). Все остальное население носило название людей «земских», «простых», «чёрных», «тяглых» и т. п. Городское «тяглое» население разделялось на сотни, управляемые «соцкими», подчиненными «тысяцким»; о вечевом устройстве есть некоторые намеки в летописях («на вече» было решено перебить татар Чолхана); уезды разделялись на волости, станы и околицы. Земля принадлежала князю, духовенству и дружине.
Поселяне, обрабатывавшие землю, находились, смотря по условию, в большей или меньшей зависимости от землевладельца. Большинство крестьян в определённые сроки (Юрьев день) могло переходить от одного владельца к другому, из одного княжества в другое; но были и несвободные люди, число которых с течением времени увеличивалось, особенно на землях князя, некоторым землевладельцам князья давали право не отпускать крестьян и право суда над живущими на их землях, кроме «душегубства и разбоя».
Доходы князя (помимо личных) состояли из прямых налогов («дани») и косвенных («яма», «корма», «тамги», «мыта»). Некоторым землевладельцам, особенно монастырям, князья жаловали грамоты, освобождавшие поселенных на их землях людей от «дани» и других поборов в пользу князя.

### Список правителей
Полный список правителей в истории Княжества Тверского и Великого Княжества Тверского, в хронологическом порядке:
Князья Тверские
- 1247—1271: Ярослав Ярославич (умер 16 сентября 1272), князь Тверской с около 1247 года, великий князь Владимирский с 1263 года.
- 1271—1282/1285: Святослав Ярославич Тверской (умер в 1282/1285), князь Тверской с 1271 года, сын предыдущего.
- 1282/1285—1318: Михаил Ярославич (1271/1271 — 1318), князь Тверской с 1282/1285 года, великий князь Владимирский с 1305 года, брат предыдущего.
- 1318—1326: Дмитрий Михайлович Грозные Очи (1299—1326), князь Тверской с 1318 года, великий князь Владимирский с 1322 года, сын предыдущего.

Великие князья Тверские
- 1326—1327 Александр Михайлович (7 октября 1301 — 28 октября 1339), великий князь Тверской в 1326—1327 и 1338—1339 годах года, великий князь Владимирский в 1326—1327 годах, брат предыдущего.
- 1327—1338 Константин Михайлович (1306—1345), князь Дорогобужский, великий князь Тверской в 1327—1338 и 1339—1345 годах, брат предыдущего.
- 1338—1339: Александр Михайлович (вторично).
- 1339—1345: Константин Михайлович (вторично).
- 1345—1349: Всеволод Александрович (около 1328—1364), князь Холмский с 1339 года, великий князь Тверской в 1345—1349 годах, сын Александра Михайловича.
- 1349—1368: Василий Михайлович (около 1304 — 1368), князь Кашинский с 1319 года, великий князь Тверской с 1349 года, сын Михаила Ярославича.
- 1368—1399: Михаил Александрович (1333 — 26 августа 1399), князь Микулинский и Тверской с 1368 года, великий князь Тверской с 1382 года, сын Александра Михайловича.
- 1399—1425: Иван Михайлович Тверской (1357 — 22 мая 1425), великий князь Тверской с 1399 года, сын предыдущего.
- 1425: Александр Иванович (около 1379 — 25 октября 1425), великий князь Тверской с 22 мая 1425 года, сын предыдущего.
- 1425: Юрий Александрович (около 1400 — 26 ноября 1425), великий князь Тверской с 25 октября 1425 года, сын предыдущего.
- 1425—1461: Борис Александрович Тверской (умер 10 февраля 1461), великий князь Тверской с 26 ноября 1425 года, брат предыдущего.
- 1461—1485 Михаил Борисович Тверской (1453—1505), великий князь Тверской в 1461—1485 годах, сын предыдущего.

Удельные князья Московского дома
- 1485—1490: Иван Иванович Молодой (1458—1490), старший сын Ивана III.
- 1490—1504: Василий Иванович (1479—1533), второй сын Ивана III, государь всея Руси (1505—1533).